# فینال جام حذفی فوتبال انگلستان ۲۰۱۴
فینال جام حذفی فوتبال انگلستان ۲۰۱۴ رقابت پایانی جام حذفی فوتبال انگلستان در سال ۲۰۱۴ میلادی است که مابین دو تیم باشگاه فوتبال آرسنال و باشگاه فوتبال هال سیتی در ورزشگاه ومبلی لندن برگزار شده‌است.
این مسابقه که در تاریخ ۱۷ مه ۲۰۱۴ انجام شده‌است با نتیجه ۳ بر ۲ به سود تیم باشگاه فوتبال آرسنال به پایان رسید.